# Edward L. Shaughnessy
Edward L. Shaughnessy (1952–) kínai neve pinjin hangsúlyjelekkel: Xià Hányí; magyar népszerű: Hszia Han-ji; kínaiul: 夏含夷.)
amerikai sinológus, történész.

## Élete és munkássága
Shaughnessy egyetemi tanulmányait a Notre Dame Egyetemen végezte, majd a Stanford Egyetemen szerzett doktori fokozatot. 1984 óta a Chicagoi Egyetem oktatója. Shaughnessy kutatási területe elsősorban az ókori kínai szövegek filológiai vizsgálata. Összesen nyolc szakkönyv szerzője.

## Főbb művei
- I Ching: the Classic of Changes translated with an introduction and commentary: the first English translation of the newly discovered second century BC Mawangdui texts. New York: Ballantyne Books, 1997, ISBN 0-345-36243-8
- The Cambridge History of Ancient China, Cambridge University Press, 1999, ISBN 978-0-521-47030-8
- China: Empire and Civilization, Oxford University Press, 2005, ISBN 0-19-518287-1 (Ez a műve magyarul is olvasható.[3])
- Rewriting Early Chinese Texts, NY Press, 2006

## Magyarul
- Kína; főszerk. Edward L. Shaughnessy, ford. Vekerdy János; Saxum, Bp., 2011